# 坪子頂
坪子頂，原寫為坪仔頂，是台灣南投縣鹿谷鄉的一個傳統地域名稱，位於該鄉中部偏西北。相較於今日行政區，其範圍大致與秀峰村相近。

## 歷史
台灣清治末期至日治初期，坪子頂地區為一街庄，稱為「坪仔頂庄」，隸屬於沙連堡。該庄西北與後埔仔庄為鄰，東北與大坵園庄為鄰，東南邊為大水堀庄，西南邊為羗仔藔庄、初鄉庄。
1901年（日治明治三十四年）11月，全台廢縣廳改設二十廳，該庄隸屬於斗六廳。1903年（明治三十六年）6月，該庄編入「羗仔藔區」，隸屬於南投廳。1909年（明治四十二年）10月，合併二十廳為十二廳，羗仔藔區改隸屬於南投廳。1920年（大正九年），全台地方制度大改正，廢十二廳改設五州二廳，該庄改制並雅化為「坪子頂」大字，隸屬於臺中州竹山郡鹿谷庄。
戰後鹿谷庄改制為鹿谷鄉，隸屬於臺中縣，大字亦改制為村。1950年10月，中、彰、投分治，鹿谷鄉改隸屬南投縣。

## 聚落
本地區發展較早的聚落有外苦瓜藔、堀底、清水溝、東埔藔（東埔蚋寮）等，在日治期初期的官方地圖上已有記載。此外，本地區尚有後坪山、石門坑、外堀底、內堀底、瓦磘、秀峰、圳寮、大彎、崁仔腳、頂崁、竹圍仔等聚落。

## 交通
縣道139號（仁愛路）是彰化至鹿谷初鄉的道路，大致以東北—西南走向轉東向西經過坪子頂地區中部。由該道路向東北轉北可前往集集、中寮、南投、芬園與員林／大村／花壇交界地帶、花壇與彰化交界地帶、彰化市區等地；向西可前往初鄉並止於縣道151號路口。
鄉道投57線（鳯鵬巷路）是秀峰至麒麟潭的道路，其北側端點位於本地區中部偏北秀峰聚落的縣道139號路口。由此向東南轉南南東蜿蜒而行，出境後可前往大水堀地區並止於麒麟潭西北側的鄉道投56線路口。

## 學校
- 瑞峰國中
- 秀峰國小